# 迈泽詹
迈泽詹，是匈牙利贝凯什州所辖的一个村。总面积59.86平方公里，总人口1087，人口密度18.2人/平方公里（2011年1月1日）。